# Justin Baldoni

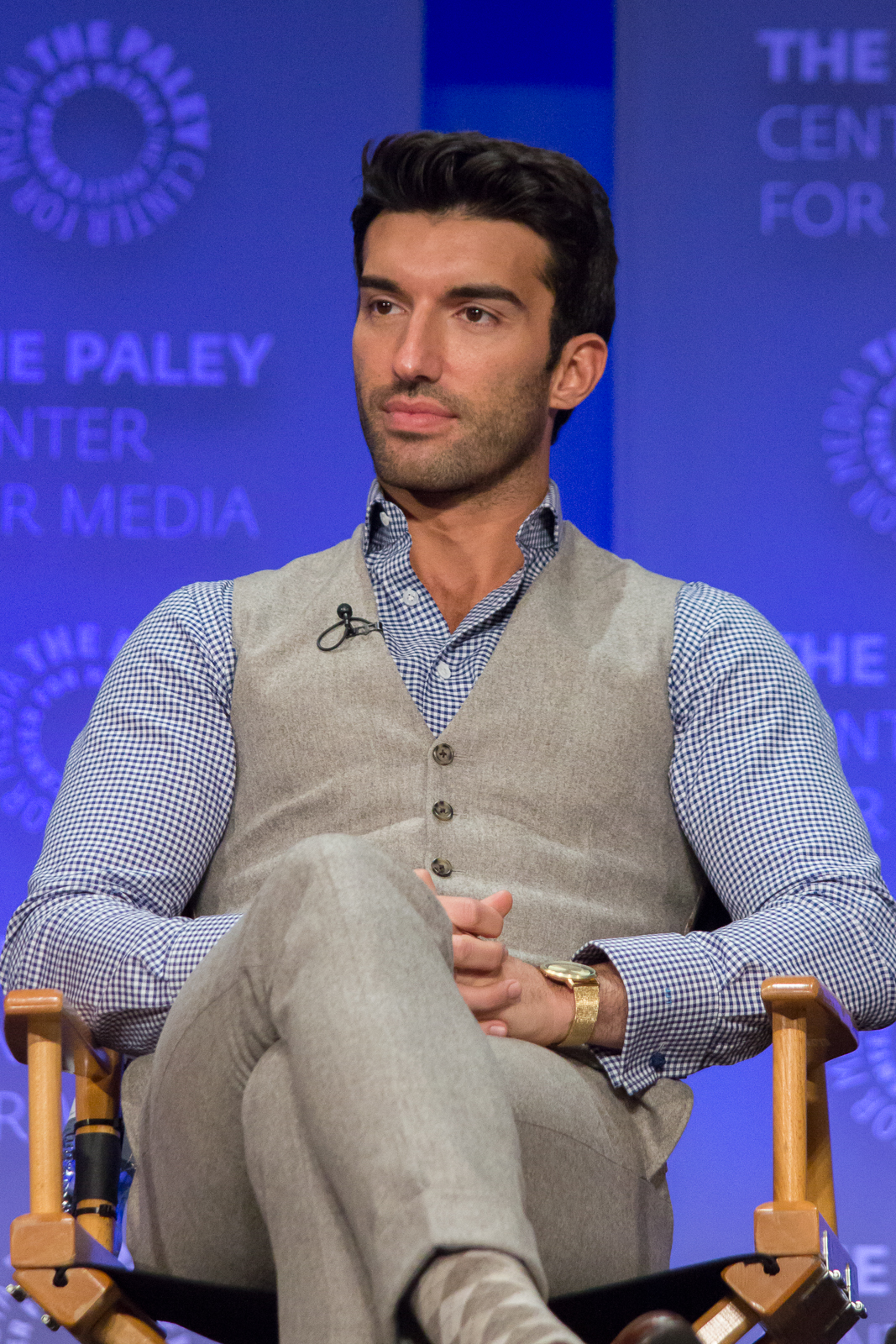
Justin Baldoni (2015)

Justin Louis Baldoni (* 24. Januar 1984 in Los Angeles, Kalifornien) ist ein US-amerikanischer Schauspieler, Filmregisseur und -produzent.

## Leben
Baldoni wurde in Los Angeles geboren, wo sein Vater Sam Baldoni als Second Unit Regisseur und Regieassistent arbeitete. Er wuchs in Medford, Oregon auf und besuchte die California State University in Long Beach. Danach zog er nach Los Angeles zurück und begann seine Schauspielkarriere mit einer kleinen Rolle in der Seifenoper Schatten der Leidenschaft. Kurz darauf hatte er neben verschiedenen Gastauftritten auch eine wiederkehrende Rolle in der Fernsehserie Everwood. Zwischen 2005 und 2006 spielte er in 15 Folgen der Serie, hierfür zog er zum Drehort Salt Lake City um. Daneben hatte er eine der Hauptrollen im Fernsehfilm The Bay: Hai-Alarm!. Nach Gastrollen in weiteren Serienformaten spielte er ab 2010 den Fotografen Graham Darros in der Seifenoper Reich und Schön.
2019 gab er mit dem Filmdrama Drei Schritte zu Dir sein Debüt als Spielfilmregisseur und -produzent.
Baldoni bekennt sich zum Bahai-Glauben. Seit dem 27. Juli 2013 ist er mit der Schauspielerin Emily Foxler verheiratet. Das Paar hat zwei Kinder, eine Tochter (* 2015) und einen Sohn (* 2017).

## Filmografie (Auswahl)
Als Schauspieler
- 2004: Schatten der Leidenschaft (The Young and the Restless, Seifenoper, 3 Episoden)
- 2005: The Bay: Hai-Alarm! (Spring Break Shark Attack)
- 2005: Charmed – Zauberhafte Hexen (Charmed, Fernsehserie, Episode 7x22)
- 2005: JAG – Im Auftrag der Ehre (JAG, Fernsehserie, Episode 10x15)
- 2005–2006: Everwood (Fernsehserie, 15 Episoden)
- 2007: CSI: Miami (Fernsehserie, Episode 6x02)
- 2008: House Bunny (The House Bunny)
- 2008: Hotel Zack & Cody (The Suite Life of Zack & Cody, Fernsehserie, Episode 3x17)
- 2009: Heroes (Fernsehserie, 2 Episoden)
- 2009: The Tribe – Die vergessene Brut (The Tribe)
- 2010: Reich und Schön (The Bold And The Beautiful, Seifenoper, 10 Episoden)
- 2010: CSI: NY (Fernsehserie, Episode 7x05)
- 2011: Blackout – Die totale Finsternis (Blackout, Miniserie)
- 2012: Hochzeit Undercover – Wer schützt die Braut? (Undercover Bridesmaid)
- 2013: Happy Endings (Fernsehserie, Episode 3x08)
- 2014: Fandango – Ein Freund fürs Leben (A Fine Step)
- 2014–2019: Jane the Virgin (Fernsehserie, 98 Episoden)
- 2017: Madam Secretary (Fernsehserie, 2 Episoden)
- 2024: Nur noch ein einziges Mal (It Ends with Us)

Als Regisseur und Produzent
- 2019: Drei Schritte zu Dir (Five Feet Apart)
- 2020: Clouds
- 2024: Nur noch ein einziges Mal (It Ends with Us)